# Лариса (крепост)
Вижте пояснителната страница за други значения на Лариса.
Крепостта Лариса (на гръцки: Καστρο Λαρισσας) се намира на 5 километра от центъра на град Аргос. 
Издига се на 289 м надморска височина на върха на хълма Лариса. Името му е дадено в чест на дъщерята на пеласгите и основател на Аргос – Пеласг.
Акрополът е много древен и от микенския период. Павзаний споменава за съществуването на храма на Зевс и Атина Палада. Най-старите артефакти датират култа към 8 век пр.н.е.
Крепостта е подновена и доукрепена в VI-V век пр. Хр. От 10 век датира е замъка на мястото, владян от византийците, латинците (13 век), венецианците (15 век) и накрая от османците.
В крепостта са разкрити останки от византийска църква посветена на Богородица, издигната по времето на епископа Никита Аргоски в 1166 г.
Крепостта е отворена и осветена. Към нея се открива прекрасна панорама към града и залива на Аргос. Вечер е очарователна при поглед от съседния Нафплион.